# 11 (tal)
11 (elleve) er:
- Det naturlige tal efter 10, derefter følger 12.
- Et heltal.
- Et ulige tal.
- Et primtal, primtalstvilling til 13, og det mindste af primtalsfirlingerne 11, 13, 17 og 19.

Det danske ord "elleve" er sammensat af talordet én, og et ord beslægtet med "at levne", egentlig "én levnet over (ti)".  Den indoeuropæiske rod er *liqw (= at blive til overs, være levnet) som man genfinder i latin linquere (= at lade tilbage) og reliquae (= levninger, rester), som er ophav til ordet "relikvie".  På germansk blev det *twalibi (= to til overs - altså efter ti). Ordstammen var *lib (= rest, levning), fra verbet *liban (= at forblive, være klæbrig), beslægtet med "lim" og vores verb "at [for]blive";  også med "klæder", som jo "klæber" (sidder) til kroppen, og "kløver", som har en klistret saft; samt engelsk clay (= ler), som man i gammel tid klinede på væggene for at tætte dem.

## I kemi
11 er atomnummeret på grundstoffet natrium.

## Andet
- Der er 11 spillere på banen ad gangen for hvert hold i fodbold.
- 11.11. (11. november) i 1918 afsluttedes første verdenskrig.
- 11.11. fejres den årlige "de enliges dag" i Kina. [5]